# Spähpanzer Ru 251
Spähpanzer Ru 251 (нем. Spähpanzer Ru 251) — немецкий опытный лёгкий танк. Разработан в 1960—1964 годах на базе истребителя танков Kanonenjagdpanzer.

## История создания
Ru 251 был один из проектов, начатых Бундесвером для противодействия растущей советской угрозе в Европе во время Холодной войны, при этом ФРГ напрямую контактировала со странами Восточного блока, такими как Чехословакия, но особенно с ГДР, откуда Советский Союз мог начать наступление на Европу. В связи с чем начался новый проект — Europanzer, который привел к созданию Леопарда 1 для ФРГ и к AMX-30 для Франции.
В начале 1960-х годов Бундесвер все еще использовал американские M41 в качестве разведывательных танков. Полностью устаревшие, их было решено заменить на более современные машины. Таким образом, в 1960 году была начата программа по разработке нового легкого танка. Было важно, чтобы этот танк обладал отличной подвижностью в сочетании с достаточной огневой мощью для поражения основных советских боевых танков того времени. Первый прототип был построен в 1963 году, а за ним и другой в 1964 году.
Опытные образцы прошли большое количество полевых испытаний (испытание на подвижность, способность танка двигаться по сложной местности и т. д.). Однако развитие Ru 251 было прервано запуском в производство Leopard.

## Описание конструкции
Ru 251 построен на базе истребителя танков Kanonenjagdpanzer. С другой стороны, вместо фиксированной пушки, как это было в линейке немецких истребителей танков, Ru 251 получил башню. Танк также был оснащен 90-мм пушкой Rheinmetall BK 90/L40, немецкой версией американской 90-мм пушки M36, установленной на M47 Паттон II. Второй прототип Ru 251 обладал замечательной подвижностью и огневой мощью в ущерб защите от снарядов. Работа над Ru 251 была строго конфиденциальной, как и детали его разработки, которые до сих пор хранятся в секрете Бундесвером, отсюда неточность некоторых его характеристик.

## В массовой культуре
- Ru 251 представлен легким танком 9 уровня в ММО играх World of Tanks и Мир Танков.
- Ru 251 представлен премиумным лёгким танком 4 ранга в игре War Thunder
- Ru 251 представлен легким танком 8 уровня в ММО играх World of Tanks Blitz  и Tanks Blitz